# 드래곤하트
《드래곤하트》(영어: Dragonheart, 영어: DragonHeart로 표현)는 미국, 영국, 슬로바키아에서 공동으로 만든 1996년 판타지 모험 영화이다.

## 줄거리
아서왕 전설이 남아 있는 기원전 9세기. 기사 보언의 꿈은 색슨인 왕자 아이넌에게 기사도 정신을 가르쳐 백성들을 잘 다스리는 훌륭한 왕으로 키우는 것이다. 그러던 어느 날 왕의 폭정에 고통을 받던 민중의 반란으로 왕이 죽고, 아이넌은 사고로 심장에 못이 박힌다. 아이넌을 살리기 위해 켈트족 왕비는 늙은 용을 찾아가 심장의 절반을 받는데, 아이넌은 반란군 우두머리들을 처형하고 로마 시대에 짓다 중단된 왕궁을 재건설한다. 아이넌에게 절망한 보언은 용의 사악한 기운 때문에 자신의 왕자가 포악해졌다고 믿고, 복수하기 위해 용 사냥꾼이 된다.

## 출연
| 역할                     | 배우                       | 한국어 더빙 (KBS) |
| ------------------------ | -------------------------- | ----------------- |
| 보언 경                  | 데니스 퀘이드              | 황윤걸            |
| 용 (목소리)              | 숀 코너리                  | 유강진            |
| 아이넌 왕                | 데이비드 슐리스            | 이재용            |
| 카라                     | 디나 마이어                | 차명화            |
| 글로컨스퍼의 길버트 형제 | 피트 포슬스웨이트          |                   |
| 펠턴 경                  | 제이슨 아이작스            |                   |
| 에이즐린 왕비            | 줄리 크리스티              |                   |
| 브록                     | 브라이언 톰프슨            |                   |
| 아서왕                   | 존 길구드(크레디트 미기재) |                   |

## 시청 등급
- 대한민국: 전체 이용가
- 미국: PG13